# Campeonato Brasiliense de Futebol de 2017
O Campeonato Brasiliense de Futebol de 2017 foi a 59ª edição da divisão principal do futebol do Distrito Federal  brasileiro. A competição, que foi organizada pela Federação de Futebol do Distrito Federal, a ser disputada entre 30 de janeiro e 7 de maio por doze equipes do Distrito Federal, de Goiás e Minas Gerais. O campeonato atribuiu duas vagas para a Copa do Brasil de 2018 e a Copa Verde de 2018, além de duas vagas para a Série D do Brasileiro de 2018.

## Regulamento
O campeonato será disputado em quatro etapas: fase classificatória, quartas de final, semifinais e final. Na primeira fase, as doze equipes jogarão entre si em jogos de ida, totalizando onze rodadas. As oito equipes com o maior número de pontos conquistados na primeira fase avançarão para as quartas de final, enquanto os dois últimos colocados serão rebaixados para a segunda divisão de 2018. A partir daí, os times se enfrentarão em sistema de mata-mata até a determinação do campeão brasiliense de 2017.
O campeão e o vice conquistarão vagas em dois campeonatos nacionais: Série D do Brasileiro de 2018, Copa do Brasil de 2018  e com a novidade que terceiro e quarto colocados conquistarão vagas para a Copa Verde de 2018. A CBF, contudo, não aceitou a novidade, determinando que a Copa Verde de 2018 fosse disputada pelo campeão e vice do Brasiliense de 2017.

### Critérios de desempate
Ocorrendo empate em número de pontos ganhos entre duas ou mais equipes na fase classificatória, serão aplicados, sucessivamente, os seguintes critérios de desempate:
1. Maior número de vitórias.
2. Maior saldo de gols.
3. Maior número de gols pró.
4. Menor número de cartões vermelhos.
5. Menor número de cartões amarelos.

Nos jogos das fases eliminatórias (mata-mata), ocorrendo empate após os 180 minutos de jogo, a partida será definida por meio de cobranças de penalidades máximas.

## Equipes participantes
| Equipe                          | Localidade         | Em 2016 | Estádio (mando em 2017) | Capacidade | Títulos             |
| ------------------------------- | ------------------ | ------- | ----------------------- | ---------- | ------------------- |
| Clube Atlético Taguatinga       | Taguatinga         | 9º      | Serejão                 | 27 000     | 0                   |
| Brasília Futebol Clube          | Brasília           | 5º      | Serejão                 | 27 000     | 8 (último em 1987)  |
| Brasiliense Futebol Clube       | Taguatinga         | 3º      | Abadião                 | 4 000      | 8 (último em 2013)  |
| Ceilândia Esporte Clube         | Ceilândia          | 2º      | Abadião                 | 4 000      | 2 (último em 2012)  |
| Bosque Formosa Esporte Clube    | Formosa (GO)       | 10º     | Diogão                  | 6 000      | 0                   |
| Sociedade Esportiva do Gama     | Gama               | 4º      | Bezerrão                | 20 000     | 11 (último em 2015) |
| Associação Atlética Luziânia    | Luziânia (GO)      | 1º      | Serra do Lago           | 21 564     | 2 (último em 2016)  |
| Paracatu Futebol Clube          | Paracatu (MG)      | 6º      | Frei Norberto           | 8 000      | 0                   |
| Paranoá Esporte Clube           | Paranoá            | 2º (B)  | JK                      | 8 000      | 0                   |
| Real Futebol Clube [REA]        | Núcleo Bandeirante | 1º (B)  | Metropolitana           | 3 000      | 0                   |
| Sociedade Esportiva Santa Maria | Santa Maria        | 7º      | Bezerrão                | 20 000     | 0                   |
| Sobradinho Esporte Clube        | Sobradinho         | 8º      | Augustinho Lima         | 15 000     | 2 (último em 1986)  |

- REA: ^  O Esporte Clube Dom Pedro Bandeirante alterou seu nome para Real Futebol Clube.

| Luziânia FormosaLocalização dos times goianos no Brasiliense 2017. | ParacatuLocalização do time mineiro no Brasiliense 2017. |

## Primeira fase

### Desempenho por rodada
| 1   | 2   | 3   | 4   | 5   | 6   | 7   | 8   | 9   | 10  | 11  |
| GAM | GAM | GAM | BRS | BRS | BRS | BRS | BRS | BRS | GAM | CEI |

| 1   | 2   | 3   | 4   | 5   | 6   | 7   | 8   | 9   | 10  | 11  |
| ATG | FOR | FOR | ATG | ATG | ATG | ATG | ATG | BRL | ATG | ATG |

### Resultados
|                 | ATG | BRL | BRS | CEI | FOR | GAM | LUZ | PAR | PRN | REA | STM | SOB |
| --------------- | --- | --- | --- | --- | --- | --- | --- | --- | --- | --- | --- | --- |
| Atl. Taguatinga |     | —   | 1–1 | —   | 0–0 | —   | —   | 1–2 | —   | 1–1 | 1–2 | —   |
| Brasília        | 2–2 |     | —   | 0–3 | 1–2 | —   | 0–5 | —   | —   | —   | 1–4 | 2–3 |
| Brasiliense     | —   | 1–3 | —   | 0–0 | 1–0 | —   | —   | 1–0 | —   | 2–0 | —   | 3–1 |
| Ceilândia       | 3–2 | —   | —   |     | —   | 1–1 | —   | 1–0 | 3–0 | 0–1 | 1–0 | —   |
| Formosa         | —   | —   | —   | 1–2 |     | 0–0 | 1–0 | —   | 0–1 | —   | —   | 3–4 |
| Gama            | 2–0 | 1–0 | 1–1 | —   | —   |     | 1–0 | —   | 5–0 | 2–2 | —   | —   |
| Luziânia        | 1–0 | —   | 0–2 | 1–3 | —   | —   |     | 1–0 | 1–1 | —   | 0–1 | —   |
| Paracatu        | —   | 3–2 | —   | —   | 2–2 | 0–1 | —   |     | 3–1 | 2–1 | 0–0 | —   |
| Paranoá         | 1–2 | 0–3 | 0–2 | —   | —   | —   | —   | —   |     | 1–0 | —   | 1–1 |
| Real            | —   | 1–0 | —   | —   | 2–1 | —   | 0–0 | —   | —   |     | 1–1 | 1–1 |
| Santa Maria     | —   | —   | 1–2 | —   | 2–0 | 1–2 | —   | —   | 0–1 | —   |     | 1–1 |
| Sobradinho      | 0–0 | —   | —   | 1–1 | —   | 3–1 | 2–2 | 2–2 | —   | —   | —   |     |

| Vitória do mandante; Vitória do visitante; Empate. | Em Vermelho os jogos da próxima rodada; Em negrito os jogos "clássicos". |

## Fase final
|  | Quartas-de-final | Quartas-de-final | Quartas-de-final | Quartas-de-final |   |            | Semifinais       | Semifinais       | Semifinais       | Semifinais       |  |           | Final                   | Final                   | Final                   | Final                   |  |  |
|  |                  |                  |                  |                  |   |            | 15 a 22 de abril | 15 a 22 de abril | 15 a 22 de abril | 15 a 22 de abril |  |           | 29 de abril e 6 de maio | 29 de abril e 6 de maio | 29 de abril e 6 de maio | 29 de abril e 6 de maio |  |  |
|  |                  |                  |                  |                  |   |            |                  |                  |                  |                  |  |           |                         |                         |                         |                         |  |  |
|  | Paracatu (pen)   | 1                | 1                | 2 (3)            |   |            |                  |                  |                  |                  |  |           |                         |                         |                         |                         |  |  |
|  | Gama             | 0                | 2                | 2 (2)            |   |            |                  |                  |                  |                  |  |           |                         |                         |                         |                         |  |  |
|  | Gama             | 0                | 2                | 2 (2)            |   | Paracatu   | 1                | 1                | 2                |                  |  |           |                         |                         |                         |                         |  |  |
|  |                  |                  |                  |                  |   | Paracatu   | 1                | 1                | 2                |                  |  |           |                         |                         |                         |                         |  |  |
|  |                  | Ceilândia        | 1                | 2                | 3 |            |                  |                  |                  |                  |  |           |                         |                         |                         |                         |  |  |
|  | Luziânia         | Ceilândia        | 1                | 2                | 3 | 1          | 0                | 1                |                  |                  |  |           |                         |                         |                         |                         |  |  |
|  | Luziânia         |                  |                  |                  |   | 1          | 0                | 1                |                  |                  |  |           |                         |                         |                         |                         |  |  |
|  | Ceilândia        | 5                | 1                | 6                |   |            |                  |                  |                  |                  |  |           |                         |                         |                         |                         |  |  |
|  | Ceilândia        | 5                | 1                | 6                |   |            |                  |                  |                  |                  |  | Ceilândia | 2                       | 2                       | 4                       |                         |  |  |
|  |                  |                  |                  |                  |   |            |                  |                  |                  |                  |  | Ceilândia | 2                       | 2                       | 4                       |                         |  |  |
|  |                  | Brasiliense      | 2                | 3                | 5 |            |                  |                  |                  |                  |  |           |                         |                         |                         |                         |  |  |
|  | Santa Maria      | Brasiliense      | 2                | 3                | 5 | 1          | 0                | 1 (2)            |                  |                  |  |           |                         |                         |                         |                         |  |  |
|  | Santa Maria      |                  |                  |                  |   | 1          | 0                | 1 (2)            |                  |                  |  |           |                         |                         |                         |                         |  |  |
|  | Sobradinho (pen) | 0                | 1                | 1 (3)            |   |            |                  |                  |                  |                  |  |           |                         |                         |                         |                         |  |  |
|  | Sobradinho (pen) | 0                | 1                | 1 (3)            |   | Sobradinho | 1                | 1                | 2                |                  |  |           |                         |                         |                         |                         |  |  |
|  |                  |                  |                  |                  |   | Sobradinho | 1                | 1                | 2                |                  |  |           |                         |                         |                         |                         |  |  |
|  |                  | Brasiliense      | 2                | 4                | 6 |            |                  |                  |                  |                  |  |           |                         |                         |                         |                         |  |  |
|  | Real-DF          | Brasiliense      | 2                | 4                | 6 | 0          | 2                | 2                |                  |                  |  |           |                         |                         |                         |                         |  |  |
|  | Real-DF          |                  |                  |                  |   | 0          | 2                | 2                |                  |                  |  |           |                         |                         |                         |                         |  |  |
|  | Brasiliense      | 3                | 1                | 4                |   |            |                  |                  |                  |                  |  |           |                         |                         |                         |                         |  |  |

Em itálico, os times que possuem o mando de campo no primeiro jogo do confronto e em negrito os times classificados.

## Premiação
| Vice Campeão: | Terceiro Colocado: | Equipe mais: | Artilheiro:                    | Melhor goleiro:            |
| ------------- | ------------------ | ------------ | ------------------------------ | -------------------------- |
| Ceilândia     | Paracatu           | Ceilândia    | Romarinho (Ceilândia): 12 gols | Vitor Brasil (Santa Maria) |

## Artilharia
| Gols | Jogador           | Time        |
| ---- | ----------------- | ----------- |
| 13   | Romarinho         | Ceilândia   |
| 4    | Roberto Pitio     | Gama        |
| 3    | Fábio Silva       | Santa Maria |
| 3    | João de Deus      | Sobradinho  |
| 3    | Wallace           | Brasília    |
| 2    | Anderson Oliveira | Santa Maria |
| 2    | João Lucas        | Santa Maria |
| 2    | Betinho           | Sobradinho  |
| 2    | Eduardo           | Gama        |
| 2    | Emerick           | Paranoá     |
| 2    | João Artur        | Brasília    |
| 2    | Luquinhas         | Brasiliense |
| 2    | Nunes             | Brasiliense |
| 2    | Welton Felipe     | Brasiliense |

## Maiores públicos
Esses são os dez maiores públicos do Campeonato:
| Nº | Público[i] | Mandante    | Placar      | Visitante           | Estádio        | Data            | Rodada/Turno           |
| -- | ---------- | ----------- | ----------- | ------------------- | -------------- | --------------- | ---------------------- |
| 1  | 7.247      | Gama        | 1–1         | Brasiliense         | Bezerrão       | 12 de março     | 9ª Rodada              |
| 2  | 6.395      | Brasiliense | 3–2         | Ceilândia           | Mané Garrincha | 6 de maio       | Final/volta            |
| 3  | 3.821      | Gama        | 2–0         | Atlético Taguatinga | Bezerrão       | 5 de fevereiro  | 1ª Rodada              |
| 4  | 3.296      | Ceilândia   | 2–2         | Brasiliense         | Mané Garrincha | 29 de abril     | Final/ida              |
| 5  | 2.468      | Gama        | 1–0         | Brasília            | Bezerrão       | 15 de fevereiro | 3ª Rodada              |
| 6  | 2.438      | Santa Maria | 1–2         | Gama                | Bezerrão       | 11 de fevereiro | 2ª Rodada              |
| 7  | 1.916      | Gama        | 1–0         | Luziânia            | Bezerrão       | 8 de março      | 8ª Rodada              |
| 8  | 1.609      | Gama        | 5–0         | Paranoá             | Bezerrão       | 2 de março      | 6ª Rodada              |
| 9  | 1.446      | Gama        | (2) 2–1 (3) | Paracatu            | Bezerrão       | 16 de abril     | Quartas de final/volta |
| 10 | 1.428      | Formosa     | 0–0         | Gama                | Diogão         | 19 de fevereiro | 4ª Rodada              |

- i. ^ Considera-se apenas o público pagante